# Piper nasutum
Piper nasutum är en pepparväxtart som beskrevs av William Trelease. Piper nasutum ingår i släktet Piper och familjen pepparväxter. Inga underarter finns listade i Catalogue of Life.